# ティ・チャカ
ティ・チャカ（T'Chaka）は、マーベル・コミック発行のアメリカン・コミックに登場する架空の人物。ティ・チャラとシュリの父親である。ティ・チャラの前のワカンダの国王にしてブラックパンサーでもあった。父であるティ・チャンダこと賢者アズーリの死後、両方の称号を受け継いだ。

## 発行履歴
ティ・チャカはスタン・リーとジャック・カービーによって創造され、1966年7月の『ファンタスティック・フォー』第53号でマーベル・コミックに初登場した。

## キャラクター経歴
ワカンダの酋長であったティ・チャカは、先代の王であったアズーリの死後、ワカンダの王位に就いた。第二次世界大戦が勃発した1941年、ワカンダを訪れたスティーブ・ロジャース/キャプテン・アメリカと出会ったティ・チャカは、彼と力を合わせてニック・フューリー・シニア軍曹と“ハウリング・コマンドーズ”を支援してヨハン・シュミット/レッドスカルとバロン・ストラッカーに対抗した。それからティ・チャカとロジャースは、ワカンダへの総攻撃に乗り出したウィルヘルム・ローマー/マスター・マン、ジュリア・ケーニッヒ/ウォリアー・ウーマン、グスタフ・ヘルツ/アームレス・タイガー・マンの脅威に直面し、アームレス・タイガー・マンから降伏しなければ殺すとまで脅迫を受け、劣勢に立たされたが、両者はエムバク/ホワイトゴリラを含む前述のスーパーヴィランらを相手に何とか持ちこたえた。
その後、最初の妻ンヤミと婚約したティ・チャカは、彼女がティ・チャラを出産した際に亡くなるまで、ハンターを養子に迎えて王位継承者として育て上げた。ティ・チャラの誕生後まもなく、弟のジャカーラも生まれ、後にティ・チャカはラモンダと結婚し、彼女との間に生まれたシュリの父親になった。
1959年秋、ティ・チャカはワカンダを弱体化させ、その技術を盗む計画を企てた“ICON”という組織の一員ジェフリー・シデナムに誘拐され、ラトベリアに連行された。しかし、ダム・ダム・デューガンとエリック・ケーニグに救出され、無事にワカンダに帰国した。
それから何年も経ち、他国とのつながりがないワカンダは、その技術を欲しがられるようになっていた。そんな中、ユリシーズ・クロウ率いる傭兵らがワカンダに侵入し、ヴィブラニウムを渡すよう要求されたティ・チャカはそれを拒否するも、クロウの指示を受けた傭兵たちによって生命を奪われた。これに怒ったティ・チャラは、傭兵の武器の一つを使って彼らのキャンプを破壊し、クロウの右手を欠損させた。その後、ティ・チャラの叔父スヤンがワカンダを統治し、成人したティ・チャラがワカンダの酋長になった。

## パワー・能力・弱点
特別なハート型のハーブを食べると、生まれつきのパワーが強化される。ティ・チャカは超人的な力、スピード、敏捷性、スタミナ、耐久性、反射神経、感覚を持っている。また、武術、追跡、狩猟の達人、武器の専門家、射撃の名手、“ミュータント”の力以外の戦術家でもある。

### 弱点
ティ・チャカは五感が発達しているため、明るい光や大きな音、強い匂いに圧倒される可能性がある。

## その他のバージョン

### 『アルティメット・マーベル』
『アルティメット・マーベル』には、ティ・チャラに加え、エムバクの父親でもあるティ・チャカ・ウダクとして登場する。

### 『Ultimate Invasion』
『Ultimate Invasion』においては、“アース-6160”のティ・チャカが登場する。このバージョンはロード・ラーとロード・コンスが引き起こした自爆テロによって殺された。

## MCU版
『マーベル・シネマティック・ユニバース』（MCU）では、ジョン・カニ（老年期）とアタンドワ・カニ（若年期）が演じる。日本語吹替は佐々木敏 （老年期）と滝知史（若年期）が担当。
本項は、“アース616”（正史の宇宙）におけるティ・チャカを主軸として表記する。

### キャラクター像
“ワカンダ”の先々代国王にして“ブラックパンサー”。王妃のラモンダを妻に、皇太子のティ・チャラと王女のシュリを実子に、ウンジョブを実弟に持つ。誠実かつ思慮深い人物で、国民や家族から愛され、ティ・チャラにとって憧れの存在でもあった。だが1992年には、アメリカでスパイ活動にあたっていた弟が過激派組織に与してユリシーズ・クロウと結託した行いを咎めるためにオークランドを訪問したが、そこで彼に母国への連行を言い渡した直後に、事故的な形でウンジョブを手にかけ、弔いもせずに彼の幼い息子で甥にあたるエリック・キルモンガー（ウンジャダカ）を置き去りにしてしまっており、ワカンダのために、その一件を長年の間隠蔽していた。

### 『ホワット・イフ...?』版
アース616とは異なる宇宙に存在するティ・チャカの“変異体”。基本的なキャラクター像は正史の彼と同等だが、いずれも命を落としておらず、ワカンダの王位にある。
ティ・チャカ / ブラックパンサー（T'Chaka / Black Panther）
エゴが幼少期のピーター・クイルを手中に収めた宇宙のティ・チャカ。ワカンダの王位にあるだけでなく、まだ老年にすら至っていないため、ブラックパンサーとしても活動している。
このほかにも“アース21818”、“アース32938”にも老年期のティ・チャカが存在する。

### 能力
一国の主として強い義務感からくるリーダーシップと、自国の利益と安全を守るために難しい決定を躊躇い無く下す決断力を持ち、母国語のワカンダ語や英語を話せる言語力も有する。また、ブラックパンサーでもあった若年期には、“神秘のハーブ”を摂取していたことから、超人的な身体能力全般や五感を備えていた。

### アイテム
ブラックパンサー・スーツ（Panther Habits）
ワカンダの王位を持つ者へ、国王の座と“ブラックパンサー”の称号と共に継承される、黒豹をモチーフにデザインされた戦闘用スーツ。金色のラインと首飾りが特徴で、胸部の薄い装甲板といった“ヴィブラニウム”製プロテクターが編み込まれた黒い布のスーツ本体と、伝統的なワカンダのローブ、標準的な布地素材のカーゴパンツ、厚い装甲設計のブーツを組み合わせたもので、ほぼ破壊不能な防弾性と耐久性を有し、両手指先には格納式のヴィブラニウム製の鉤爪が備わっている。
若い頃のティ・チャカがブラックパンサーとして活動する際に装着・使用され、このスーツの外観をもとに、ティ・チャラのブラックパンサー・スーツ（旧型）がデザインされた。
キモヨ・ビーズ（Kimoyo Beads）
ワカンダの国民の多くがブレスレットとして片腕にはめているヴィブラニウム製の数珠。
ロイヤル・リング（Royal Rings）
ワカンダ国王の証である指輪。

### 各作品における描写
『シビル・ウォー/キャプテン・アメリカ』
演 - ジョン・カニ
日本語吹替 - 佐々木敏
本作でMCU初登場。
ラゴスで発生した“アベンジャーズ”とブロック・ラムロ /クロスボーンズとの戦いの二次災害でワカンダの親善使節団が犠牲になった一件を受けてアベンジャーズを辛辣に批判したが、国際連合ウィーン事務局での“ソコヴィア協定”の調印式では、協定に賛成の立場で参加したナターシャ・ロマノフ/ブラック・ウィドウと快く挨拶を交わし、ティ・チャラに対しても外交嫌いにかかわらず同席してくれたと褒め称え、演説を行った。だがその際中にヘルムート・ジモによって発生した爆破テロに巻き込まれて絶命し、ティ・チャラに看取られる。
『ブラックパンサー』
演 - ジョン・カニ（本編）、アタンドワ・カニ（若年期）
日本語吹替 - 佐々木敏（本編）、滝知史（若年期）
本作では、前述の1992年時を描写した回想シーンと、ティ・チャラがハーブを飲用して不可思議な空間に送られたシーンに登場し、後者では黒豹の姿から変化しながらティ・チャラの前に現れ、1度目は国王としての責務を全うできるかどうか不安になっている息子に激励の言葉を贈り、2度目は自身の過ちの真相を告げる。
『ホワット・イフ...?』
シーズン1
演 - ジョン・カニ
日本語吹替 - 佐々木敏
第2話
アース21818におけるティ・チャカが登場。
長年、世界中の残虐な歴史を目にしてきたことから、ワカンダの鎖国を一貫し続けてきたなど正史のティ・チャカと同等の人物像で、1988年のある日の夕方、宮殿で「“外の世界”を見たい」と願う幼少期のティ・チャラの探究心を評しながらも、「外は戦争、暴力、憎しみ、破壊、苦しみが渦巻く世界だからワカンダと相容れない」、「我々の生き方も受け入れられない」と説いた。
その後ティ・チャラが“ラヴェジャーズ”に拉致されると、彼の行方を掴むために造らせた宇宙船に情報提供を求める呼びかけと、今でも生きていると信じ、探し続けるというティ・チャラへのメッセージを記録していた。
そして現代の2008年、宇宙の義賊に成長してラヴェジャーズと共にワカンダに帰還したティ・チャラに感激し、会食が始まると、彼が紹介したヨンドゥ・ウドンタに息子が宇宙船に連れて行かれた経緯を問いかけ、すかさずティ・チャラから「迷子になった私をヨンドゥが見つけて連れて行ってくれた」と伝えられる。
第6話
アース32938におけるティ・チャカが登場。
シーズン2 第2話
演 - アタンドワ・カニ
日本語吹替 - 滝知史
ティ・チャカ/ブラックパンサーが登場。

## その他のメディア

### アニメ映画
- 『Ultimate Avengers II』：『アルティメット・マーベル』におけるデザインで登場。デイブ・フェノイが声をあてた[15]。本作においては、ナチスの将軍ヘア・クライザーになりすましたチタウリに殺された。

### テレビアニメ
- 『X-MEN』：シーズン4エピソード『Sanctuary』にカメオ出演した。
- 『ファンタスティック・フォー』：シーズン2 エピソード『Panther's Prey』に登場。ビュー・ウィーバーが声をあてた。
- 『ブラックパンサー』：第3話『Revenge of the Evil』にフラッシュバックで登場。ジョナサン・アダムスが声をあてた[15]。
- 『アベンジャーズ 地球最強のヒーロー』：第5話『アントマンとビブラニウム』（原題：『The Man in the Ant Hill』）に登場し、ハキーム・ケイ＝カジームが声をあてた[15]。マン・エイプとクロウによって生命を奪われた。
- 『アベンジャーズ・アッセンブル』：キース・デヴィッドとジェームズ・C・マシス3世が声をあてた[15]。ハワード・スタークにキャプテン・アメリカの盾の制作のため“ヴィブラニウム”を提供し、第二次世界大戦中に“ヒドラ”撃退に貢献した後、生命を落とした。
- 『X-MEN '97』：エピソード第10話『寛容は絶滅』（原題：『Tolerance is Extinction, Pt. 3』）に登場し、アイザック・ロビンソン＝スミスが声をあてた[16][15]。